# Антон Улрих (Саксония-Майнинген)
Антон Улрих фон Саксония-Майнинген (на немски: Anton Ulrich von Sachsen-Meiningen; * 22 октомври 1687, Майнинген; † 27 януари 1763, Франкфурт на Майн) от рода на Ернестински Ветини е от 1743 г. до смъртта си херцог на Саксония-Майнинген.

## Живот
Син е на херцог Бернхард фон Саксония-Майнинген (1649 – 1706) и втората му съпруга принцеса Елизабет Елеонора фон Брауншвайг-Волфенбютел (1658 – 1729) от род Велфи, дъщеря на херцог Антон Улрих фон Брауншвайг-Волфенбютел.
След смъртта на баща му през 1706 г. Антон Улрих управлява, според завещанието на баща му, заедно с полубратята си Ернст Лудвиг I (1672 – 1724) и Фридрих Вилхелм (1679 – 1746). Ернст Лудвиг I сключва обаче договор с братята си, с който той и наследниците му да управляват сами.
Антон Улрих се жени през 1711 г. морганатично за Филипина Елизабет Цезар (* 6 март 1686, Касел; † 14 август 1744, Майнинген), дъщеря на хауптман. С нея има десет деца, които не са признати за наследството.
Когато брат му Ернст Лудвиг I умира Антон Улрих не е определен от него за регент на синовете му. Антон Улрих се оттегля затова през 1742 г. във Франкфурт на Майн. След смъртта на неженения му полубрат Фридрих Вилхелм през 1746 г. Антон Улрих управлява сам от Франкфурт на Майн.
Останал вдовец през 1750 г., на 63-годишна възраст, той се жени втори път за по-младата с 43 години принцеса Шарлота Амалия фон Хесен-Филипстал (1730 – 1801), дъщеря на ландграф Карл I фон Хесен-Филипстал и има с нея до 1762 г. още осем деца. През 1763 г., след смъртта му, Шарлота Амалия се мести в Майнинген и поема регентството до 1782 г. за синовете си.
- Филипина Елизабет Цезар
- Шарлота Амалия фон Хесен-Филипстал

## Деца
Антон Улрих и Филипина Елизабет Цезар имат децата:
- Филипина Антоанета (1712 – 1785)
- Филипина Елизабет (1713 – 1781)
- Филипина Луиза (1714 – 1771)
- Филипина Вилхелмина (1715 – 1718)
- Бернхард Ернст (1716 – 1778)
- Антония Августа (1717 – 1768)
- София Вилхелмина (1719 – 1723)
- Карл Лудвиг (1721 – 1727)
- Кристина Фридрика (*/† 1723)
- Фридрих Фердинанд (*/† 1725)

Антон Улрих и Шарлота Амалия фон Хесен-Филипстал имат децата:
- Шарлота (1751 – 1827)

∞ херцог Ернст II фон Саксония-Гота-Алтенбург (1745 – 1804)
- Луиза (1752 – 1805)

∞ 1781 ландграф Адолф фон Хесен-Филипстал-Бархфелд (1743 – 1803)
- Елизабет (1753 – 1754)
- Карл (1754 – 1782), херцог на Саксония-Майнинген

∞ 1780 принцеса Луиза фон Щолберг-Гедерн (1764–1834)
- Фридрих Франц (1756 – 1761)
- Фридрих Вилхелм (1757 – 1758)
- Георг I (1761 – 1803), херцог на Саксония-Майнинген

∞ 1782 принцеса Луиза Елеонора фон Хоенлое-Лангенбург (1763 – 1837)
- Амалия (1762 – 1798)

∞ 1783 княз Хайнрих Карл Ердман фон Каролат-Беутен (1759 – 1817)